# هريس (طبخ)
الهريس أو البَورة هو طعام مطبوخ يغلب أن يكون خضارًا أو ثمارًا أو بقوليات مطحون أو معصورة أو مخلوط أو منخل حتى يصبح قوامه معجونًا مهروسًا أو سائلًا. تتداخل الهرائس مع الأطباق الأخر ذات القوام المماثل مثل الحساء السميك ومرق اللحم - من أن هذه المصطلحات تشير غالبًا إلى وصفات وعمليات طهي أكثر تعقيدًا.

## الهريسات الشائعة
- بابا غنوج (باذنجان)
- فول مدمس (الفول)
- حمص بطحينة (حمص)
- حساء البقول مثل حساء البازلاء وحساء الفاصولياء وشوربة العدس
- مخالي خضروات جُرجية سميكة مع عجينة الجوز
- فلفل إسباني (زيتون)